# Kayak de mer
Un kayak de mer est un type de kayak conçu pour faire des promenades ou des randonnées en mer. La pratique de loisir du kayak de mer connaît un succès grandissant à partir des années 1990, car il combine, en grande partie, le plaisir de la randonnée avec un aspect maritime, d'abord simple et un espace presque infini.

## Description

### Généralités
C'est généralement un petit bateau avec un pont et la possibilité d'ajouter une jupe. Les kayaks de mer modernes utilisent un large choix de matériaux et de conception. Comme la fibre de verre commune, le polyéthylène rotomoulé et Kevlar, d'autres se composent de matériaux plus coûteux, tels que la fibre de carbone.
Les kayaks ont généralement une ou deux places. La vitesse de croisière d'un kayak de mer est de 3-4 nœuds (5-7 km/h).

### Formes
Les conceptions sont divisées en catégories basées sur la forme de la proue à la poupe et sur la forme de la coque dans la section transversale.
Les formes générales sont :
- Symétrique : la partie la plus large du bateau est exactement à mi-chemin entre la proue et la poupe.
- Forme en poisson : la partie la plus large est vers l'avant du point médian.
- Forme Suédoise: la partie la plus large est à l'arrière (dans le dos) du point médian.

Des formes de coque sont classées par catégorie :
- bouchain : bouchain vif, bouchain adouci
- giron : courbure de la ligne de quille; faible ou prononcée
- coque ronde
- coque en V
- combinaison de ce qui précède.

### Équipement d'un kayak de mer
En plus de l'équipement propre à n'importe quel kayak, l'éloignement du bord et la navigation maritime imposent des équipements plus spécifiques dont :
- une ligne de vie, cordage attaché sur le pourtour du kayak permettant une saisie aisée en cas de chavirement.
- des compartiments étanches ou des réserves de flottabilité (gonflable, mousse) assurant une insubmersibilité et la possibilité de réintégrer le kayak s'il est rempli d'eau
- des filets de pont, qui permettent d'avoir un certain nombre d'objets à portée de main.
- éventuellement une dérive ou un gouvernail, permettant de garder un meilleur cap malgré la dérive (vent, vagues)
- un système de remorquage (anneau et bout)
- une pagaie de secours (en cas de perte ou casse)

À cela s'ajoute d'autres équipements de sécurité ou de navigation (obligatoires ou non) similaires aux bateaux de plaisance : gilet de sauvetage, éponge, écope ou pompe (à main ou pied), moyen de communication (radio VHF marine, téléphone GSM), trousse de pharmacie, compas, carte marine, GPS, miroir de signalisation, feux et fusées pyrotechniques de secours, signalisation lumineuse…

### Sit on top

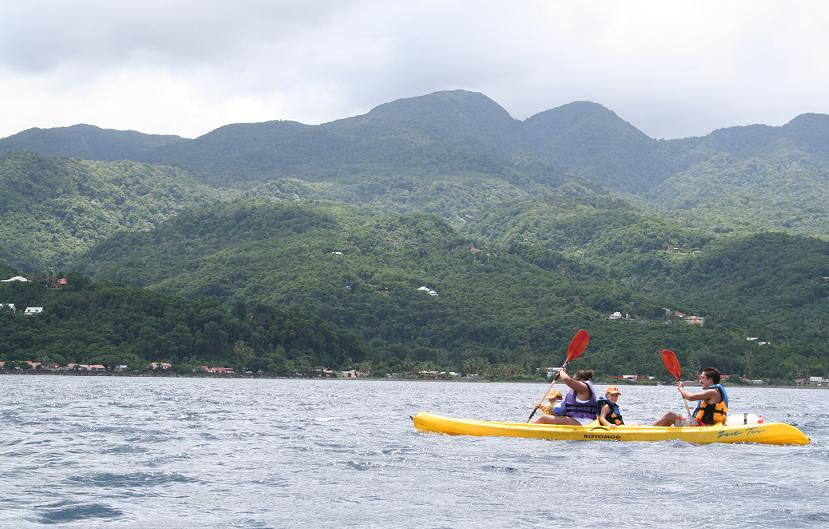
Kayak de mer Sit On Top.

Il existe aussi des kayaks sans pont, dénommés Sit On Top (signifiant en anglais « assis au-dessus »). Ces embarcations sont souvent destinées à de courtes promenades côtières, le surf sur les vagues, ou le déplacement utilitaire (pêche, plongée). Elles sont sécurisantes, surtout pour les enfants et les débutants, puisqu'elles ne procurent pas la crainte de rester coincé dans le kayak, ni de difficulté de remonter sur le kayak après un chavirement. Mais les SOT restent souvent lourds, peu rapides, peu manœuvrants, et sujets à l'influence du vent.

### Kayak traditionnel

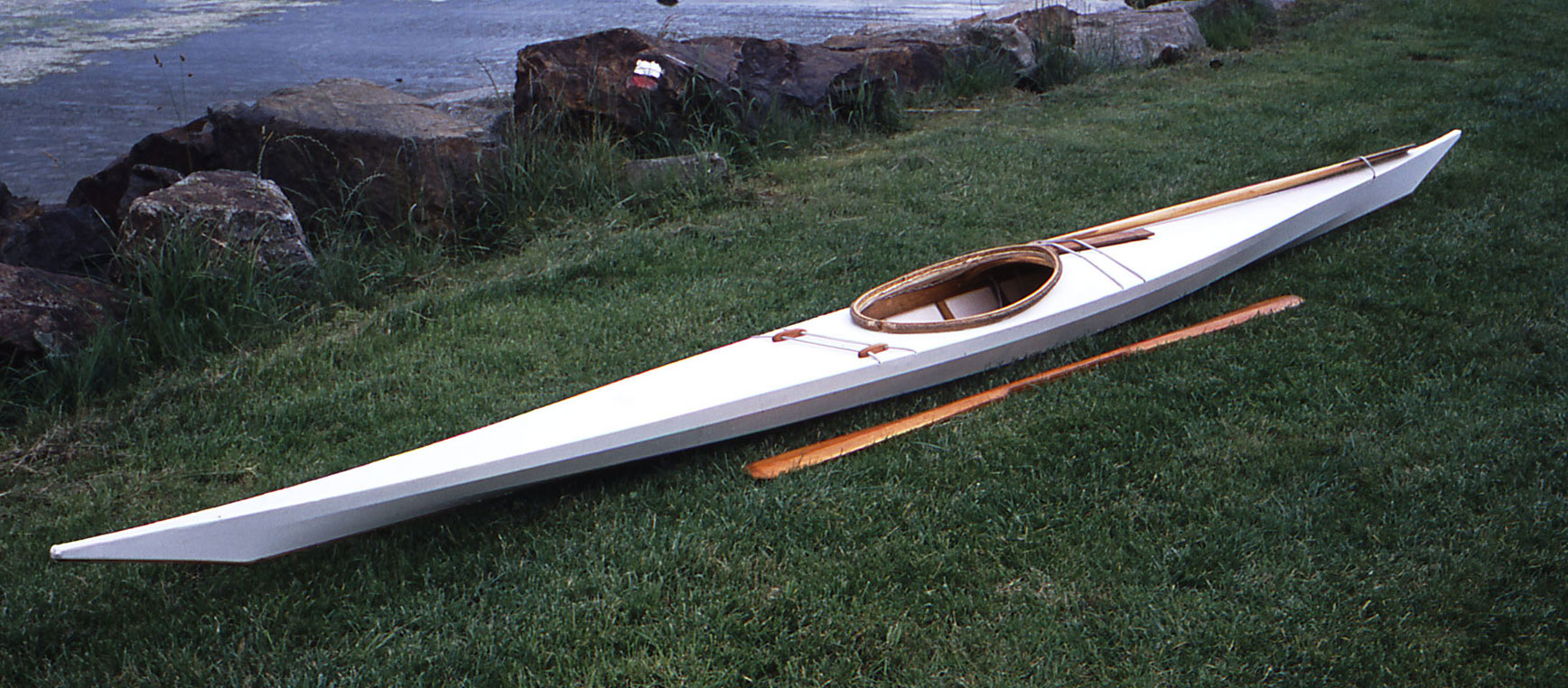
Un kayak traditionnel

Sont qualifiés de traditionnels tous les bateaux dont la construction se rapproche de près des méthodes inuit ou aléoutes. Ce sont donc des bateaux construits autour d'une ossature de bois recouverte de tissu (qui remplace la peau de phoque). Ces kayaks sont aujourd'hui présents à la fois dans les régions arctiques, mais aussi dans le monde occidental (États-Unis, Japon, Europe) où ils sont utilisés à des fins récréatives.
La pratique du kayak traditionnel est plus exigeante et moins sécurisante que toute autre forme de kayak de mer. Cependant la construction d'un bateau à ses mesures permet au kayakiste de faire l'expérience d'une richesse de sensations que peu de kayaks de mer permettent. Ces bateaux sont souvent associés à la pratique de l'esquimautage.

## Règlementation
Selon les pays, le kayak de mer est assimilé à un jouet de plage ou à un bateau de plaisance, ou bien il est l'objet d'un vide juridique. La règlementation varie donc pour les zones autorisées de navigation et pour l'équipement obligatoire.

### France
En France, selon la division D240 (240-1.02.3) de 2010 et entériné par deux arrêtés signés le 28 avril et publiés le 13 mai au Journal Officiel, les embarcations mues exclusivement par l’énergie humaine dont la longueur est inférieure à 3,5 m ou la largeur est inférieure à 0,45 m sont considérées comme des « engins de plage » et restreintes à une navigation à moins de 300 mètres de la côte, aucun équipement de sécurité n'étant requis.
Immatriculé auprès des Affaires maritimes et équipé du matériel de sécurité obligatoire, un kayak peut naviguer jusqu'à 2 ou 6 milles nautiques (4 ou 11 km) d'un abri, en fonction de l'équipement et de la conception du kayak (avec ou sans jupe). L'immatriculation impose par exemple des dimensions supérieures à 4×0,45 mètre et un certificat D240 du constructeur. L'équipement obligatoire est similaire à celui des navires de plaisance, et comprend notamment : gilet de sauvetage, lampe, sifflet, bout de remorquage, ligne de vie, pompe ou écope, pagaie de secours, moyen de remonter à bord (paddle-float), miroir ; et pour une navigation dans la zone des 2-6 milles, 3 feux de détresse, compas et carte marine, rappel des signalisations maritimes (RIPAM).
Le kayak immatriculé est autorisé de pêche (ligne, traîne, casier). Depuis mars 2010, l'usage d'une radio VHF marine de moins de 6 W est autorisé sans certificat d'opérateur (CRR). La navigation de nuit est interdite. Les kayaks immatriculés sous pavillon étranger restent soumis aux règles maritimes de leur pays.

### Canada
Au Canada, le kayak de mer est soumis à la réglementation des petits bâtiments, par la loi de 2001 sur la marine marchande.
Le kayak de moins de 6 mètres doit être équipé de : vêtement flottant ou gilet de sauvetage, ligne d'attrape de 15, écope ou pompe, signalisation sonore. Les kayaks de 6-8 mètres doivent également être équipés d'une lampe de poche, et de 6 signaux de détresse (sauf rivières et lacs). La navigation de nuit est autorisée avec des feux de navigation. L'usage d'une radio VHF est réservée aux possesseurs du certificat d'opérateur.

### Italie
En Italie, le kayak est assimilé (implicitement) à un engin de plage, et limité selon les quartiers maritimes à une navigation à moins de 300 m. ou 1 km. des côtes[réf. nécessaire].

### Autres
Dans beaucoup d'autres pays, comme la Grèce ou la Turquie, les kayaks ne sont pas considérés comme des embarcations et ils échappent donc à la règlementation.

## Le kayak de mer et l'environnement
Le kayak de mer se pratique dans un environnement fragile et l'augmentation récente de la pratique menace ces écosystèmes. Des initiatives sont menées pour sensibiliser le public, notamment par l'Agence française pour la biodiversité.

## Expéditions pionnières
XVIIe siècle
- Des preuves contestées suggèrent des traversées transatlantiques en kayak, depuis le Labrador ou bien le Groenland jusqu'en Écosse. À la fin du XVIIe siècle, au moins trois kayaks avaient été trouvés et conservés en Écosse. Un de ces kayaks (avec son équipement) a été préservé au Musée Marischal d'Aberdeen. Il avait été découvert, avec son occupant mourant sur une rive proche[6]

Années 1900
- Gustaf Nordin pagaye de Stockholm à Paris en 1905, une distance de 3000 kilomètres.

Années 1920

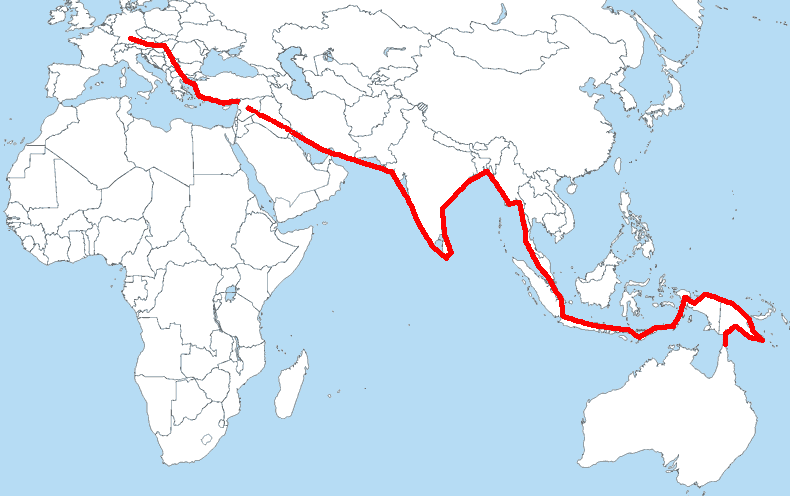
Voyage d'Oskar Speck (1932-1939)

- Franz Romer traverse en 1928 l'Atlantique en solitaire sur un kayak. Sa traversée des Îles Canaries jusqu'à Puerto Rico dura 58 jours. Il est pris dans un ouragan alors qu'il essaye de rejoindre New York[7]

Années 1930
- Oskar Speck voyage d'Allemagne en Australie entre 1932 et 1939, avec un kayak démontable.

Années 1950

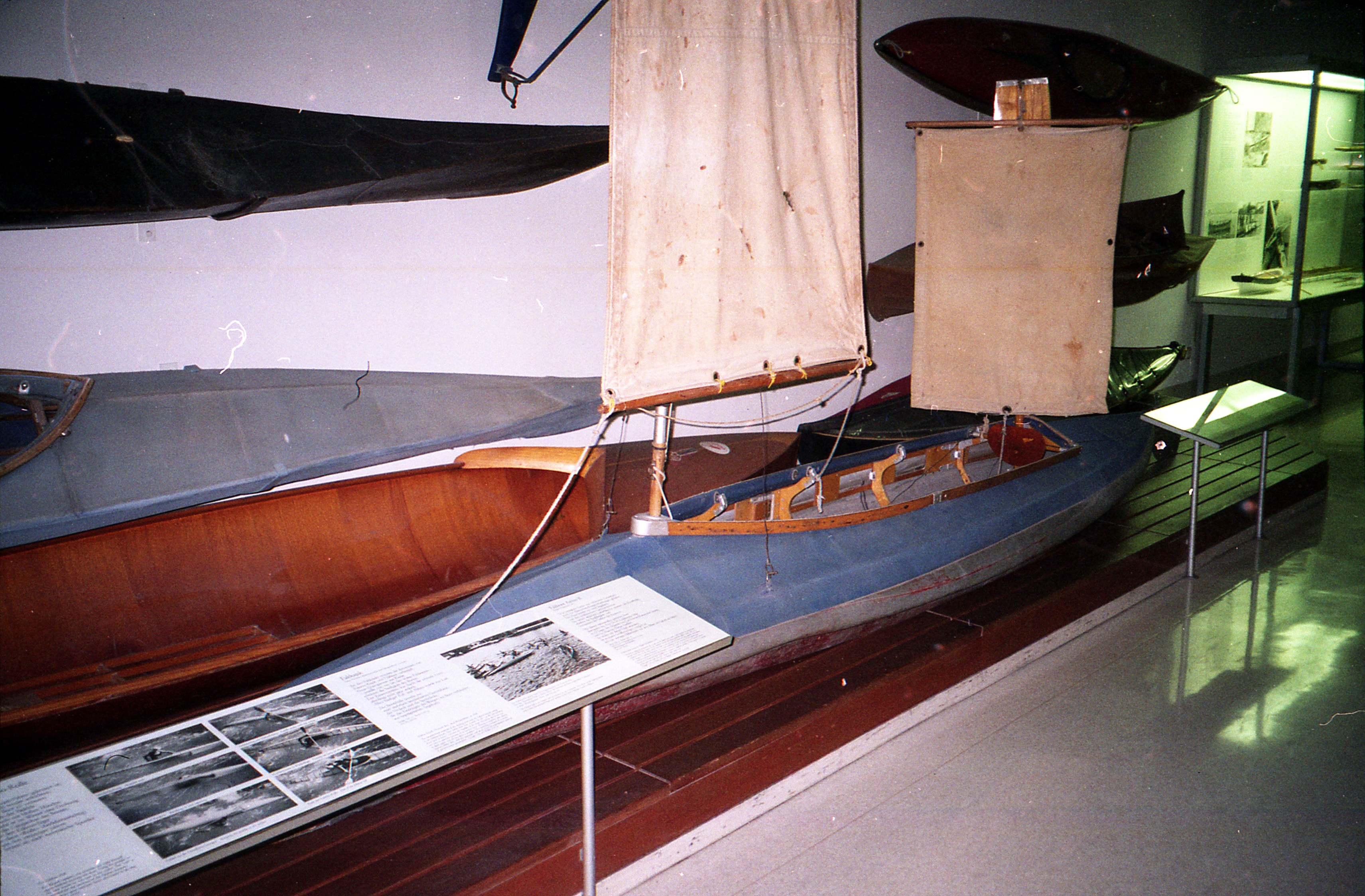
Kayak de Hannes Lindemann utilisé pour la traversée de l'Atlantique (1956)

- Hannes Lindemann fait la traversée en kayak démontable (avec l'aide d'une voile) des Îles Canaries jusqu'aux Caraïbes en 1956[8].

Années 1970
- Derek Hutchinson traverse la Mer du Nord en 1976 en 31 heures, après quelques tentatives quasi-mortelles[9].
- Nigel Foster et Geoff Hunter font le tour de l'Irlande en 1977.
- Frank Goodman fait le tour du Cap Horn en 1977.
- Paul Caffyn fait le tour de l'Île du Sud (Nouvelle-Zélande) en 1977.

Années 1980
- Paul Caffyn et Nigel Dennis font le tour du Royaume-Uni en 1980, avec 2200 milles (3,500 km) en 85 jours.
- David Taylor et James Moore font le tour des Îles Féroé en 1985.
- Paul Caffyn fait le tour de l'Australie en février 1981, avec 9 420 miles (17 400 km)
- Ed Gillet pagaye de la Californie jusqu'à Hawaï en 1987.
- Howard Rice traverse le Cap Horn en solitaire, en 1989.

Années 1990
- 1994 : Mathieu Morverand effectue la première traversée de l'Atlantique nord sans assistance et sans escale, entre le Cape Cod et Ouessant en 83 jours. Il est alors âgé de 22 ans. Il est à ce jour le seul au monde à avoir accompli cette traversée.
- Chris Duff fait le tour de l'Irlande en 1996, puis le tour de l'île du Sud (Nouvelle-Zélande) en 2000.
- Trys Morris et Bob Timms tentent de pagayer de Grande-Bretagne jusqu'en Australie en 1999 et 2000, mais abandonnent à Athènes (Grèce) faute de moyens financiers et de visas pour les pays arabes.

Années 2000
- Jon Turk et son équipe traverse le Détroit de Béring en pagayant du Japon jusqu'en Alaska en 2000[10].
- Dans son livre Cold Oceans (1999), Jon Turk décrit sa traversée du Cap Horn en solitaire[11].
- Peter Bray fait la traversée du Canada à l'Irlande en 2001.
- Trys Morris, Gemma Rawlings et Justine Curgenven font le tour de la Tasmanie en 2004. Ce voyage est présenté dans le film This Is The Sea 2.
- Harry Whelan, Barry Shaw et Phil Clegg font le tour de la Grande-Bretagne en 80 jours en 2005
- En novembre 2005, Graham Charles, Marcus Waters et Mark Jonesle font le tour de l'île Géorgie du Sud en 18 jours (600 km) [12].
- Eric Stiller et Tony Brown tentent la traversée de l'Australie.
- Tour de l'Islande en solitaire en 2006[13].
- En février 2006, Andrew McAuley, Laurie Geoghegan et Stuart Trueman, parcourent durant huit semaines environ 850 km, sans soutien, le long des côtes d'Antarctique (baie de l'Espoir jusqu'à la baie de Marguerite). Ce fut le voyage en kayak le plus au sud jamais réalisé.
- Andrew McAuley, est perdu en mer en février 2007, à seulement 40 milles de sa destination lors de sa traversée en solitaire de l'Australie à la Nouvelle-Zélande[14]
- Justin Jones et James Castrission traversent de l'Australie à la Nouvelle-Zélande, arrivant le 13 janvier 2008, après 61 jours[15].
- En 2009 deux expéditions tentent le tour des Îles Malouines. Une équipe britannique[16] et Marcus Demuth en solitaire[17]
- Freya Hoffmeister fait le tour de l'Australie en 2009
- Kim Hafez et son chien Unghalak partent de Paris en kayak de mer en 2000 et voyagent pendant 4 ans vers le nord de l'Europe, puis parcourent les côtes du Groenland et entrent au Canada. Ce périple est raconté dans Nomade du Grand Nord (éditions Transboréal).
- En Janvier 2016 Loïc Vynisale traverse l'archipel de Tanintharyi au Myanmar (Birmanie) en solitaire et en autonomie totale.